# Syncrossus berdmorei
Syncrossus berdmorei är en sötvattenslevande fisk i familjen nissögefiskar som finns i Indien och Sydöstasien. Den är också en populär akvariefisk.

## Utseende
Som alla grönlingar är arten en långsträckt fisk med munnen på undersidan av huvudet, omgiven av flera skäggtömmar. Färgteckningen består av grönaktiga tvärband mot en gulbrun bakgrund, samt ett mönster av avlånga fläckar i horisontella rader. Fenorna har dessutom en rödaktig anstrykning. Längden når upp till 11 cm.

## Vanor
Syncrossus berdmorei lever i klara bergsbäckar och större floder med sand- eller grusbotten. Den föredrar mörka omgivningar som grottor och sjunkna trädstammar. Arten vill ha en vattentemperatur på 22°C till 26°C, och en surhetsgrad på 6,5 till 7,5 pH. Den är flocklevande och har komplexa, sociala hierarkier.

## Utbredning
Arten finns i Indien, Myanmar och centrala Thailand, där den bland annat förekommer i Mekongs flodområde.

## Status
Syncrossus berdmorei är klassificerad som nära hotad ("NT") av IUCN och populationen minskar. Främsta hoten är habitatförlust och kommersiell insamling som sällskapsdjur.

## Akvariefisk
På grund av sin storlek kräver arten ett relativt stort akvarium. Det bör också vara sparsamt belyst och ha sandbotten (arten gräver mycket) samt rikligt med gömställen som stenar, grottor och tåliga växter. Eftersom fisken gärna tränger in sig i gömslena bör de vara släta, utan skarpa kanter. Akvariet bör ha ett tättslutande lock för att hindra fiskarna att hoppa ur det. Syncrossus berdmorei är dessutom ganska aggressiv och bör inte hållas med andra långsamma eller alltför timida arter. Den är känslig för dålig vattenkvalitet – regelbundna vattenbyten (en tredjedel till hälften av volymen per vecka) är att rekommendera.

### Föda
Även om den tar icke-flytande torrfoder, bör den främst få färsk föda som fjädermygglarver och saltkräftor. Större exemplar tar också lysräkor, pungräkor (Mysis) och hackade räkor. Arten äter även vegetabilisk föda (inklusive akvarieväxterna) och accepterar bitar av gurka, melon, squash och förvälld spenat.